# Mistrzostwa Świata w Lekkoatletyce 2017 – bieg na 5000 m mężczyzn
Bieg na 5000 metrów mężczyzn – jedna z konkurencji biegowych rozgrywanych podczas lekkoatletycznych mistrzostw świata w Pekinie.

## Terminarz
| Data        | Godzina |            |
| ----------- | ------- | ---------- |
| 9 sierpnia  | 20:05   | Eliminacje |
| 12 sierpnia | 20:20   | Finał      |

## Rekordy
Tabela prezentuje rekord świata, rekordy poszczególnych kontynentów, mistrzostw świata, a także najlepszy rezultat na świecie w sezonie 2017 przed rozpoczęciem mistrzostw.
|                            | Zawodnik            | Wynik    | Miejsce     | Data                  |
| -------------------------- | ------------------- | -------- | ----------- | --------------------- |
| Rekord świata              | Kenenisa Bekele     | 12:37,35 | Hengelo     | 31 maja 2004(dts)     |
| Listy światowe             | Muktar Edris        | 12:52,23 | Lozanna     | 6 lipca 2017(dts)     |
| Rekord mistrzostw świata   | Eliud Kipchoge      | 12:52,79 | Saint-Denis | 31 sierpnia 2003(dts) |
| Rekord Afryki              | Kenenisa Bekele     | 12:37,35 | Hengelo     | 31 maja 2004(dts)     |
| Rekord Ameryki Południowej | Marilson dos Santos | 13:19,43 | Kassel      | 8 lipca 2006(dts)     |
| Rekord Ameryki Północnej   | Bernard Lagat       | 12:53,60 | Monako      | 22 lipca 2011(dts)    |
| Rekord Australii i Oceanii | Craig Mottram       | 12:55,76 | Londyn      | 30 lipca 2004(dts)    |
| Rekord Azji                | Albert Rop          | 12:51,96 | Monako      | 19 lipca 2013(dts)    |
| Rekord Europy              | Mohammed Mourhit    | 12:49,71 | Bruksela    | 25 sierpnia 2000(dts) |

## Minima kwalifikacyjne
Aby zakwalifikować się do mistrzostw, należało wypełnić minimum kwalifikacyjne wynoszące 13:22,60 (uzyskane w okresie od 1 października 2016 do 23 lipca 2017).

## Rezultaty

### Eliminacje
Awans: Pierwszych pięciu z każdego biegu (Q) oraz pięciu z najlepszymi czasami wśród przegranych (q).
| Pozycja | Bieg | Zawodnik                 | Państwo                 | Czas     | Uwagi |
| ------- | ---- | ------------------------ | ----------------------- | -------- | ----- |
| 1       | 2    | Selemon Barega           | Etiopia                 | 13:21,50 | Q     |
| 2       | 2    | Birhanu Balew            | Bahrajn                 | 13:21,91 | Q     |
| 3       | 2    | Cyrus Rutto              | Kenia                   | 13:22,45 | Q     |
| 4       | 2    | Patrick Tiernan          | Australia               | 13:22,52 | Q     |
| 5       | 2    | Ryan Hill                | Stany Zjednoczone       | 13:22,79 | Q     |
| 6       | 2    | Mohammed Ahmed           | Kanada                  | 13:22,97 | q     |
| 7       | 2    | Andrew Butchart          | Wielka Brytania         | 13:24,78 | q     |
| 8       | 2    | Paul Chelimo             | Stany Zjednoczone       | 13:24,88 | q     |
| 9       | 2    | Kemoy Campbell           | Jamajka                 | 13:26,67 | q     |
| 10      | 2    | Awet Habte               | Erytrea                 | 13:27,70 | q     |
| 11      | 2    | Soufiane Bouchikhi       | Belgia                  | 13:28,64 |       |
| 12      | 2    | Jamal Abdi Dirieh        | Dżibuti                 | 13:28,98 |       |
| 13      | 2    | Zouhair Aouad            | Bahrajn                 | 13:29,28 |       |
| 14      | 1    | Yomif Kejelcha           | Etiopia                 | 13:30,07 | Q     |
| 15      | 1    | Mo Farah                 | Wielka Brytania         | 13:30,18 | Q     |
| 16      | 1    | Muktar Edris             | Etiopia                 | 13:30,22 | Q     |
| 17      | 1    | Justyn Knight            | Kanada                  | 13:30,27 | Q     |
| 18      | 1    | Aron Kifle               | Erytrea                 | 13:30,36 | Q     |
| 19      | 1    | Bashir Abdi              | Belgia                  | 13:30,71 |       |
| 20      | 1    | Morgan McDonald          | Australia               | 13:30,73 |       |
| 21      | 1    | Soufiyan Bouqantar       | Maroko                  | 13:30,78 |       |
| 22      | 1    | Jacob Kiplimo            | Uganda                  | 13:30,92 |       |
| 23      | 1    | Eric Jenkins             | Stany Zjednoczone       | 13:31,09 |       |
| 24      | 1    | Sam McEntee              | Australia               | 13:31,58 |       |
| 25      | 2    | Sondre Nordstad Moen     | Norwegia                | 13:31,71 |       |
| 26      | 1    | Hayle İbrahimov          | Azerbejdżan             | 13:32,15 |       |
| 27      | 1    | Emmanuel Giniki Gisamoda | Tanzania                | 13:32,31 |       |
| 28      | 1    | Albert Kibichii Rop      | Bahrajn                 | 13:32,40 |       |
| 29      | 2    | Stephen Kissa            | Uganda                  | 13:32,86 |       |
| 30      | 2    | Josphat Kiprono Menjo    | Kenia                   | 13:35,68 |       |
| 31      | 1    | Govindan Lakshmanan      | Indie                   | 13:35,69 | PB    |
| 32      | 2    | Richard Ringer           | Niemcy                  | 13:36,87 |       |
| 33      | 2    | Marc Scott               | Wielka Brytania         | 13:58,11 |       |
| 34      | 1    | Ilias Fifa               | Hiszpania               | 13:47,90 |       |
| 35      | 1    | Kadar Omar Abdullah      | Reprezentacja uchodźców | 14:32,67 | PB    |
| 36      | 1    | Mohamed Daud Mohamed     | Somalia                 | 14:34,27 | PB    |
| 37      | 1    | Davis Kiplangat          | Kenia                   | 14:52,98 |       |
| 38      | 1    | David Kulang             | Sudan Południowy        | 14:53,19 | SB    |
| 39      | 1    | Mohamed Sambe            | Mauretania              | 16:16,29 | PB    |
| -       | 2    | Brahim Kaazouzi          | Maroko                  | DNF      |       |
| -       | 2    | Gabriel Gerald Geay      | Tanzania                | DNS      |       |
| -       | 2    | Hagos Gebrhiwet          | Etiopia                 | DNS      |       |

### Finał
| Pozycja | Zawodnik        | Państwo           | Czas     | Uwagi |
| ------- | --------------- | ----------------- | -------- | ----- |
| 01 !    | Muktar Edris    | Etiopia           | 13:32,79 |       |
| 02 !    | Mo Farah        | Wielka Brytania   | 13:33,22 |       |
| 03 !    | Paul Chelimo    | Stany Zjednoczone | 13:33,30 |       |
| 4       | Yomif Kejelcha  | Etiopia           | 13:33,51 |       |
| 5       | Selemon Barega  | Etiopia           | 13:35,34 |       |
| 6       | Mohammed Ahmed  | Kanada            | 13:35,43 |       |
| 7       | Aron Kifle      | Erytrea           | 13:36,91 |       |
| 8       | Andrew Butchart | Wielka Brytania   | 13:38,73 |       |
| 9       | Justyn Knight   | Kanada            | 13:39,15 |       |
| 10      | Kemoy Campbell  | Jamajka           | 13:39,74 |       |
| 11      | Patrick Tiernan | Australia         | 13:40,01 |       |
| 12      | Birhanu Balew   | Bahrajn           | 13:43,25 |       |
| 13      | Cyrus Rutto     | Kenia             | 13:48,64 |       |
| 14      | Awet Habte      | Erytrea           | 13:58,68 |       |
| -       | Ryan Hill       | Stany Zjednoczone | DNS      |       |